# Gryphaea
Gryphaea is een geslacht van uitgestorven tweekleppigen, verwant aan de huidige oester. Hij leefde tussen het Boven-Trias en het Boven-Jura (210-150 miljoen jaar geleden). Zijn overblijfselen zijn over de hele wereld gevonden.

## Beschrijving
Deze tweekleppige oester had een zware schelp met zeer ongelijke kleppen, een licht gekromde linkerklep en een kleine en platte, dekselvormige rechterklep. Desondanks pasten beide schelphelften op elkaar als een deksel. De linkerklep had een zeer wisselende kromming. De schelp had zeer duidelijke groeistrepen en bestond voornamelijk uit calciet.
Dit dier was gerelateerd aan oesters en is de typische vertegenwoordiger van een groep tweekleppige weekdieren die één schaalklep ontwikkelde in vergelijking met de andere. Kortom, de grifea leek op een behoorlijke gastropode of een ammoniet. Voor de gedraaide vorm van de schaal zijn de fossielen van dit weekdier bovendien in de populaire traditie bekend als 'duivelsnagels'. In het bijzonder was bij Gryphaea de linkerklep sterk convex en bezat hij een prominente umbo, die gebogen lag over de rechterklep, klein en concaaf of plat. Het hele dier werd aan het substraat bevestigd door de linkerklep, terwijl de rechter als een operculum fungeerde.
Wat de versiering betreft, deze was weinig aanwezig op de kleinere klep en gereduceerd tot eenvoudige groeilijnen, terwijl op de grotere klep lamellen waren die werden vergezeld door grote gemarkeerde lijnen. Het scharnier was eenvoudig en zonder gebit (disodonte), terwijl het gebied van het ligament dat de twee kleppen gesloten hield, werd gekenmerkt door de aanwezigheid van een structuur (bekend als resilifer) in een centrale positie. De fossielen tonen ook heel duidelijk de afdruk van een grote adductoren. De jonge individuen daarentegen hadden een schaal met identieke kleppen aan elkaar, met een getand scharnier (taxodon). Nadat het dier aan de zeebodem was bevestigd, zakten de tanden terug en veranderde de vorm van de schaal. De lengte van de schelp bedroeg circa 8,75 centimeter.

## Leefwijze
De verschillende soorten Gryphaea waren aangepast aan verschillende mariene omgevingen. G. arcuata was bijvoorbeeld typerend voor de kustgebieden die blootgesteld waren aan de onderstroom. De zeer gebogen en dikke schaal was bestand tegen het trauma veroorzaakt door de golven. Deze soort leefde in kleine kolonies en filterde het zeewater. Over het algemeen leidde de Gryphaea een benthische levensstijl in de volwassen fase, in gebieden met getijdenvariaties. De modderige plaatsen waren bijzonder gunstig voor de installatie van deze dieren. De juvenielen leefden echter vrij in de wateren.

## Soorten
Gryphaea is bekend door verschillende soorten, die een aanzienlijke verspreiding hadden tijdens het einde van het Trias en tijdens de Jura-periode. Met name tijdens het Vroeg-Jura ondervond de normale Gryphaea een uitzonderlijke diversificatie. Gryphaea arcuata van het Sinemurien (ongeveer 185 miljoen jaar geleden), die niet langer was dan tien centimeter, was relatief primitief en de spiervoetafdruk was niet erg zichtbaar, maar de linkerklep was al breed convex. G. gigantea was daarentegen veel groter (tot vijftien centimeter) en was ook qua lengte zeer ontwikkeld. De indruk van de adductoren was duidelijk zichtbaar en was rond of ovaal. Net als vele andere soorten Gryphaea was het typisch voor de Pliensbachien (ongeveer 180 miljoen jaar geleden). Een bijzondere vorm wordt gevormd door G. obliquata, een grote en vrij langlevende soort. Deze Gryphaea was voorzien van een asymmetrische en vervormde schaal, met de linkerklep erg afgerond en vergroot en de rechter klein en concaaf. Het ligament-kuiltje was driehoekig van vorm.

## Fossielen
Gryphaea verscheen in het Boven-Trias (Carnien, ongeveer 210 miljoen jaar geleden), in sommige gebieden met hoge breedtegraad (Canada, Noord-Amerika, Siberië). Vervolgens verspreidden deze dieren zich tijdens het Sinemurien in alle zeebekkens van de wereld en worden fossielen gevonden in vele afzettingen van het carbonaatplatform. Gryphaea-fossielen zijn bijzonder overvloedig aanwezig in de bodemsedimentbodems van het Onder-Jura. Veel fossiele soorten van het Sinemurien en Pliensbachien worden ook beschouwd als uitstekende gidsfossielen vanwege hun brede geografische spreiding. De overvloed aan Gryphaea in de kalkstenen van Pliensbachien betekende ook dat deze landen 'kalksteen in Gryphaea' werden genoemd. Een vergelijkbare vorm (en bijna net zo wijdverbreid als Gryphaea) was Exogyra, kenmerkend voor het Krijt.

## In massacultuur
Zoals eerder vermeld, staat de Gryphaea vanwege zijn karakteristieke conformatie bekend als de 'duivels teennagel', met name in Engeland, waar veel fossielen zijn gevonden. In een plaats aan de zuidoostkust van het eiland, bekend als Redcar, is er een algemene overtuiging dat het dragen van een fossiel van Gryphea reuma kan voorkomen.